# Trysommarvecklare
Trysommarvecklare (Archips xylosteana) är en fjärilsart som först beskrevs av Carl von Linné 1758.  Trysommarvecklare ingår i släktet Archips, och familjen vecklare. Arten är reproducerande i Sverige.

## Bildgalleri

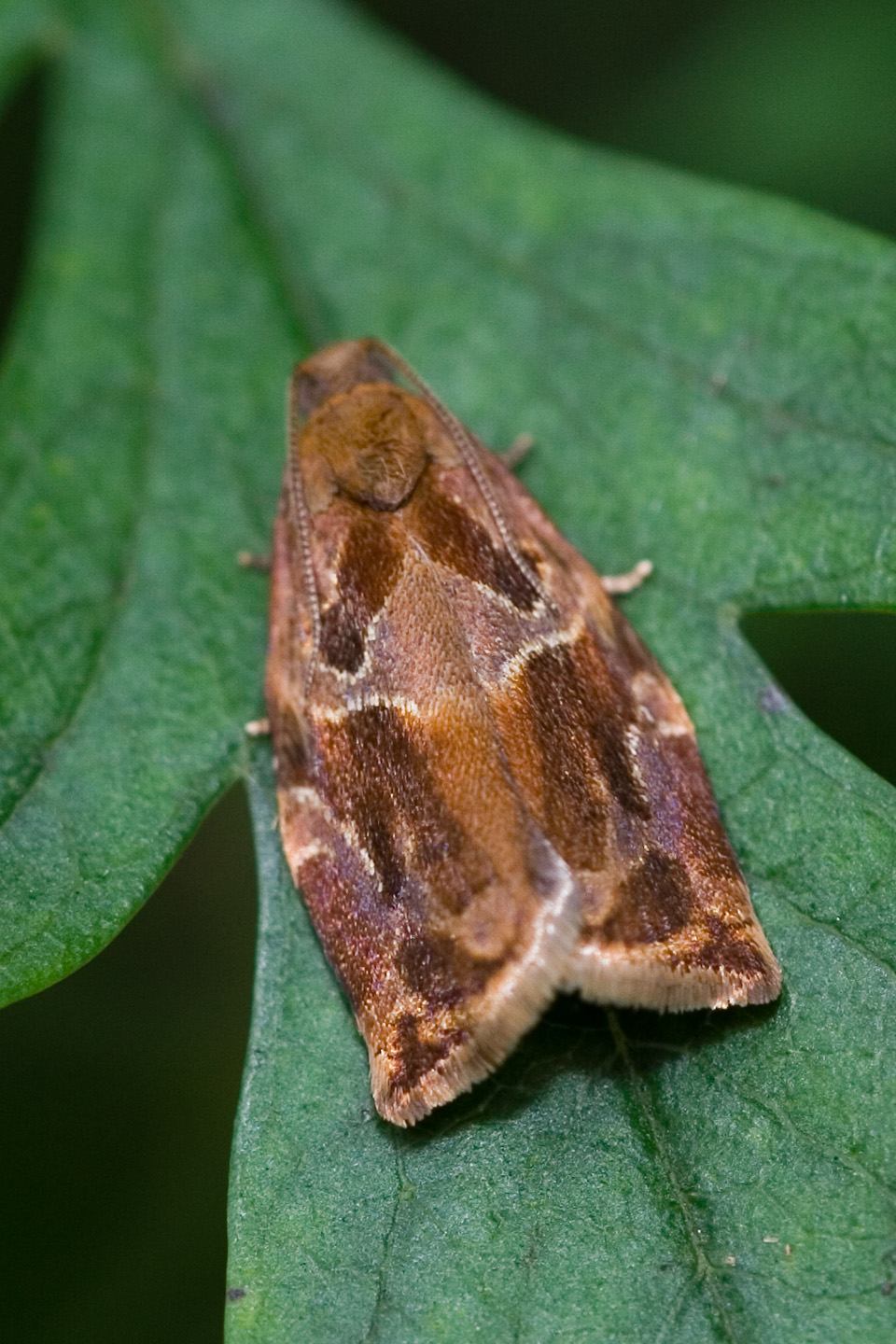
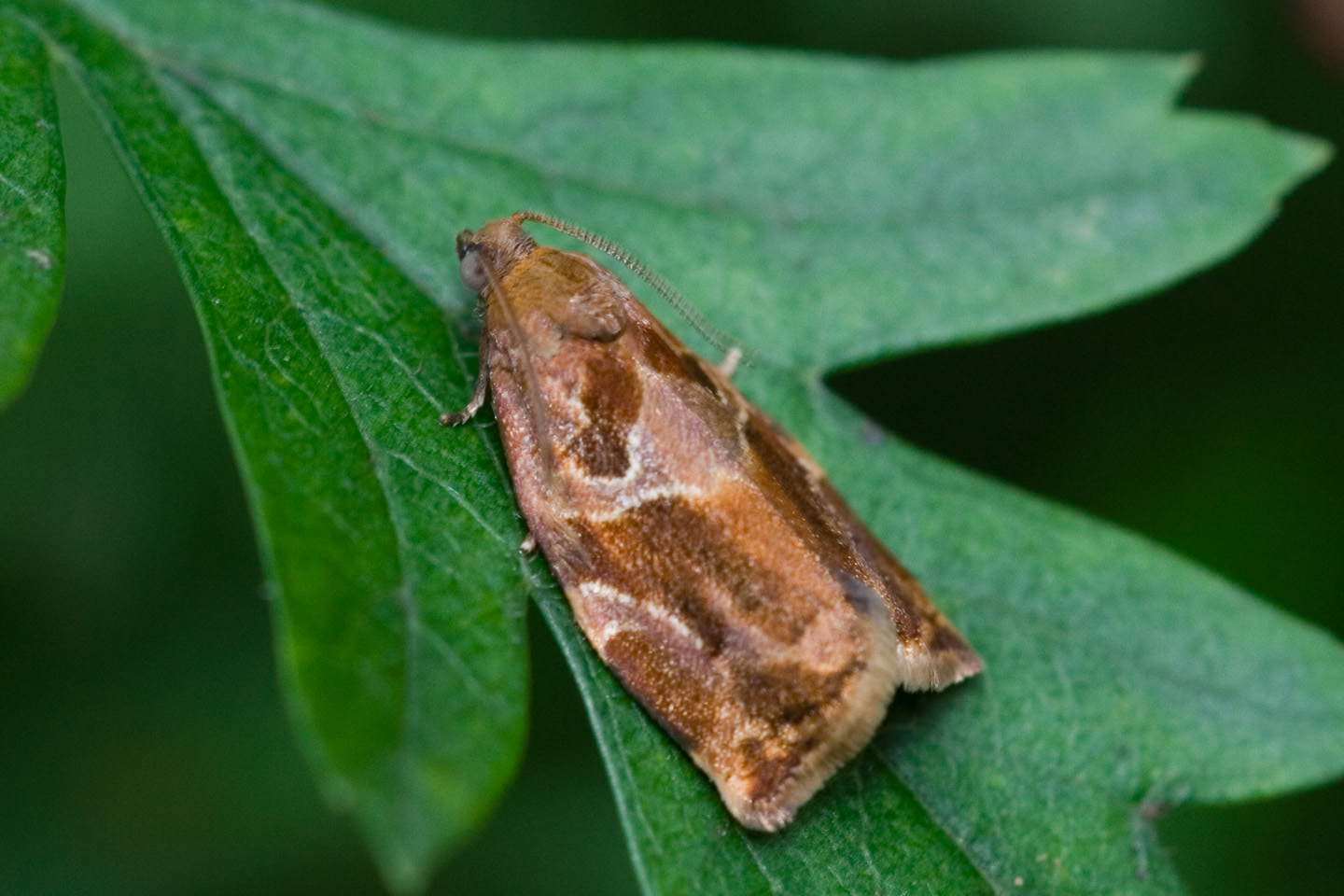
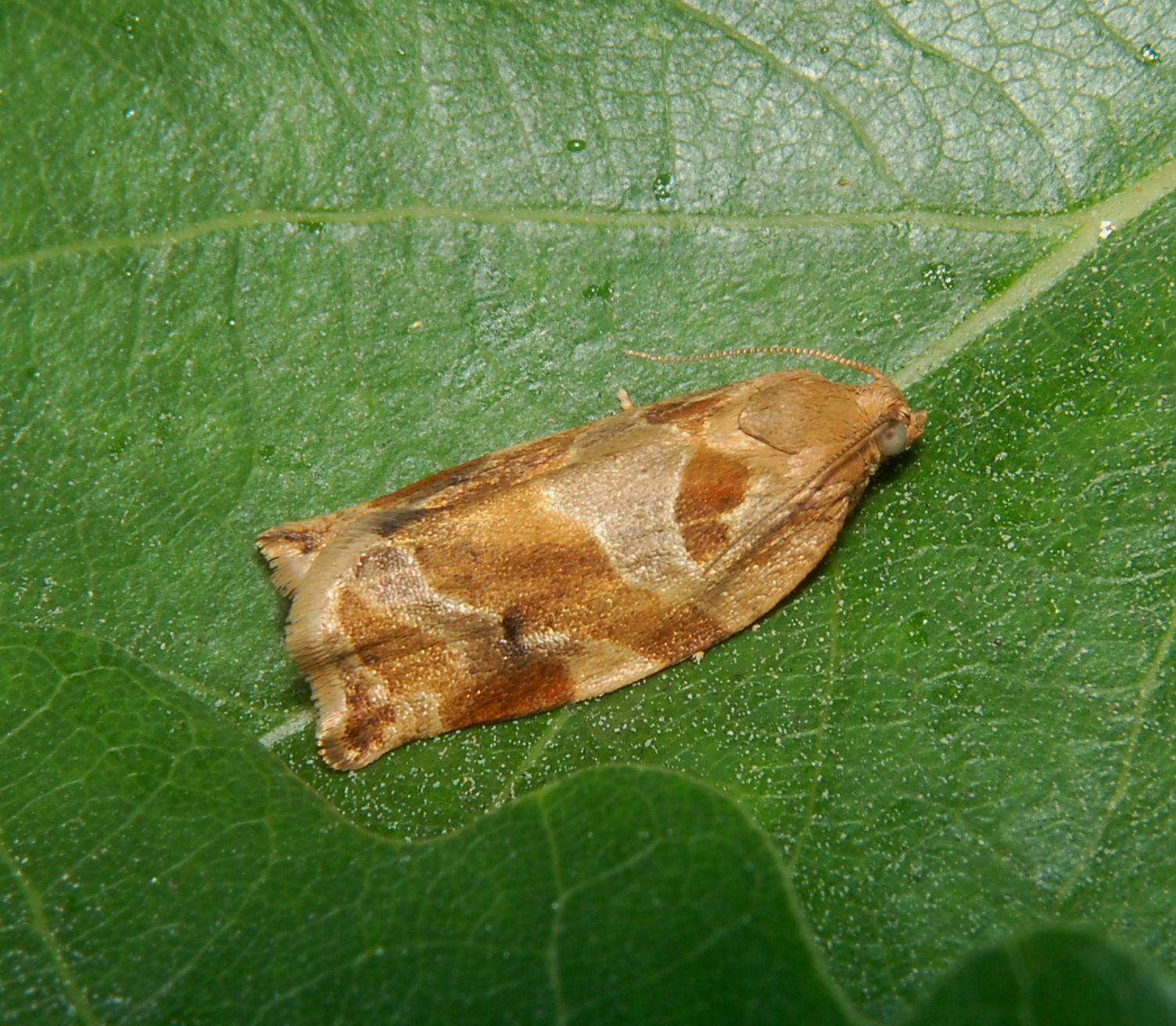
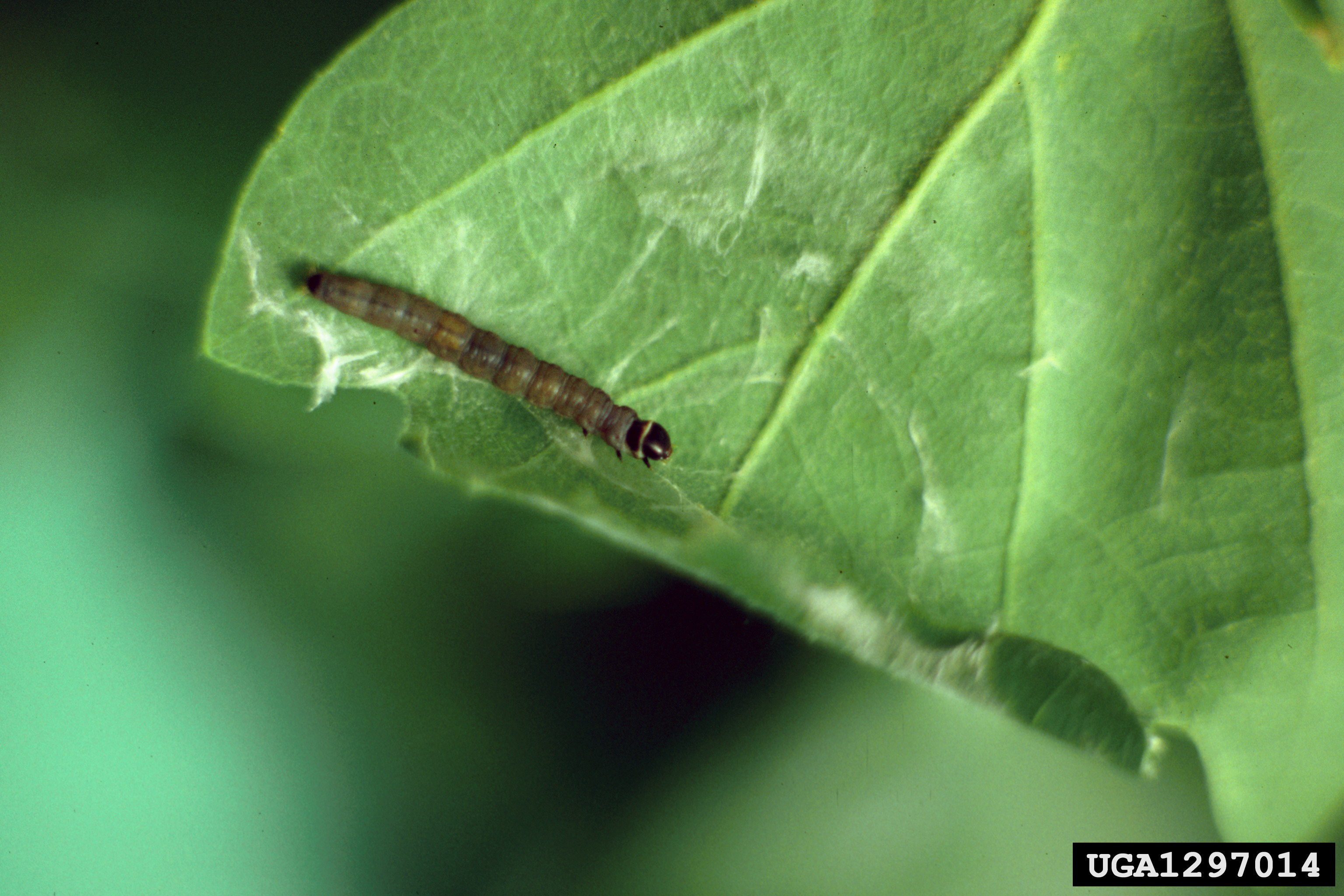